# Néstor Torres

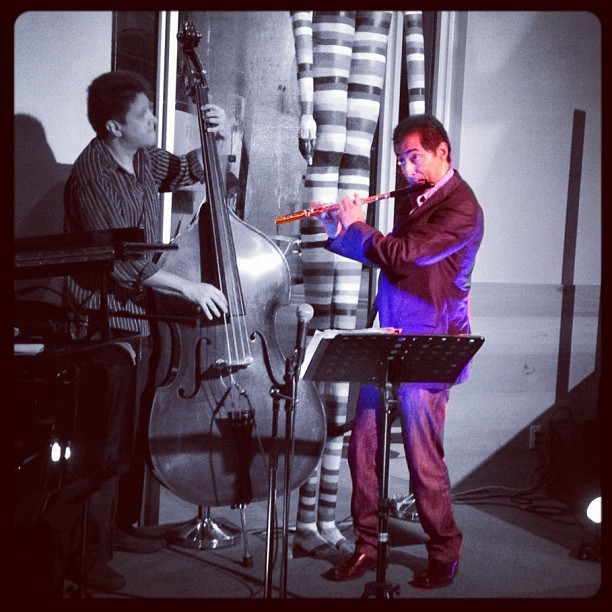
Néstor Torres

Néstor Torres (* 21. April 1957 in Mayagüez) ist ein puerto-ricanischer Jazzflötist.

## Leben und Wirken
Torres, der in Puerto Rico aufwuchs, wurde musikalisch durch seinen Vater, einen Vibraphonisten, gefördert, der ihn früh mit Cal Tjader, Dave Brubeck und Tito Puente vertraut machte. Nachdem er sich zunächst ab dem Alter von fünf Jahren dem Schlagzeugspiel hingab, entschied er sich mit zwölf Jahren um. Er begann, Flötenunterricht auf der Escuela Libre de Música zu nehmen, um dann die Universidad Interamericana de Puerto Rico zu besuchen. Im Alter von 18 Jahren zog er mit seiner Familie nach New York City. Er studierte zunächst am Mannes College of Music in New York, dann in Boston am New England Conservatory of Music sowie am Berklee College of Music bis 1977. Zurück in New York spielte er mit Puente und Eddie Palmieri, die ihn förderten, arbeitete aber auch in Charanga-Gruppen wie dem Orchestra Rytmo Africa-Cubana.
Seit 1981 nahm er Alben unter eigenem Namen auf. Im selben Jahr zog er nach Miami, wo er in Salsabands spielte und an den Colleges von Südflorida lehrte. Sein Album Morning Ride, das 1990 bei Verve Records veröffentlicht wurde, entwickelte sich zum Top-Ten-Bestseller in den Jazzcharts. Ein Bootsunfall beeinträchtigte zunächst die weitere Karriere von Torres; dennoch folgten regelmäßig weitere Alben. This Side of Paradise wurde 2001 mit einem Latin Grammy als „Best Pop Instrumental Album“ ausgezeichnet. Das Live-Album Jazz Flute Traditions enthält Coverversionen bekannter Titel für Jazzflöte, wie Rahsaan Roland Kirks Serenade to a Cuckoo, Herbie Manns Memphis Underground oder Eric Dolphys Gazzelloni.

## Diskographische Hinweise
- No me provoques (1981)
- Morning Ride (Verve 1989)
- Dance of the Phoenix (1990)
- Burning Whispers (1994)
- This Side of Paradise (2001, ausgezeichnet mit einem Latin Grammy)
- Mi alma Latina (2002)
- The Sutra of the Lotus of the Wonderful Law (2004)
- Dances, Prayers & Meditations for Peace (2006)
- Nouveau Latino (2008, nominiert 2009 für einen Grammy als „Best Latin Album“[4])
- Jazz Flute Traditions (2017)